# Eugenie Primavesi

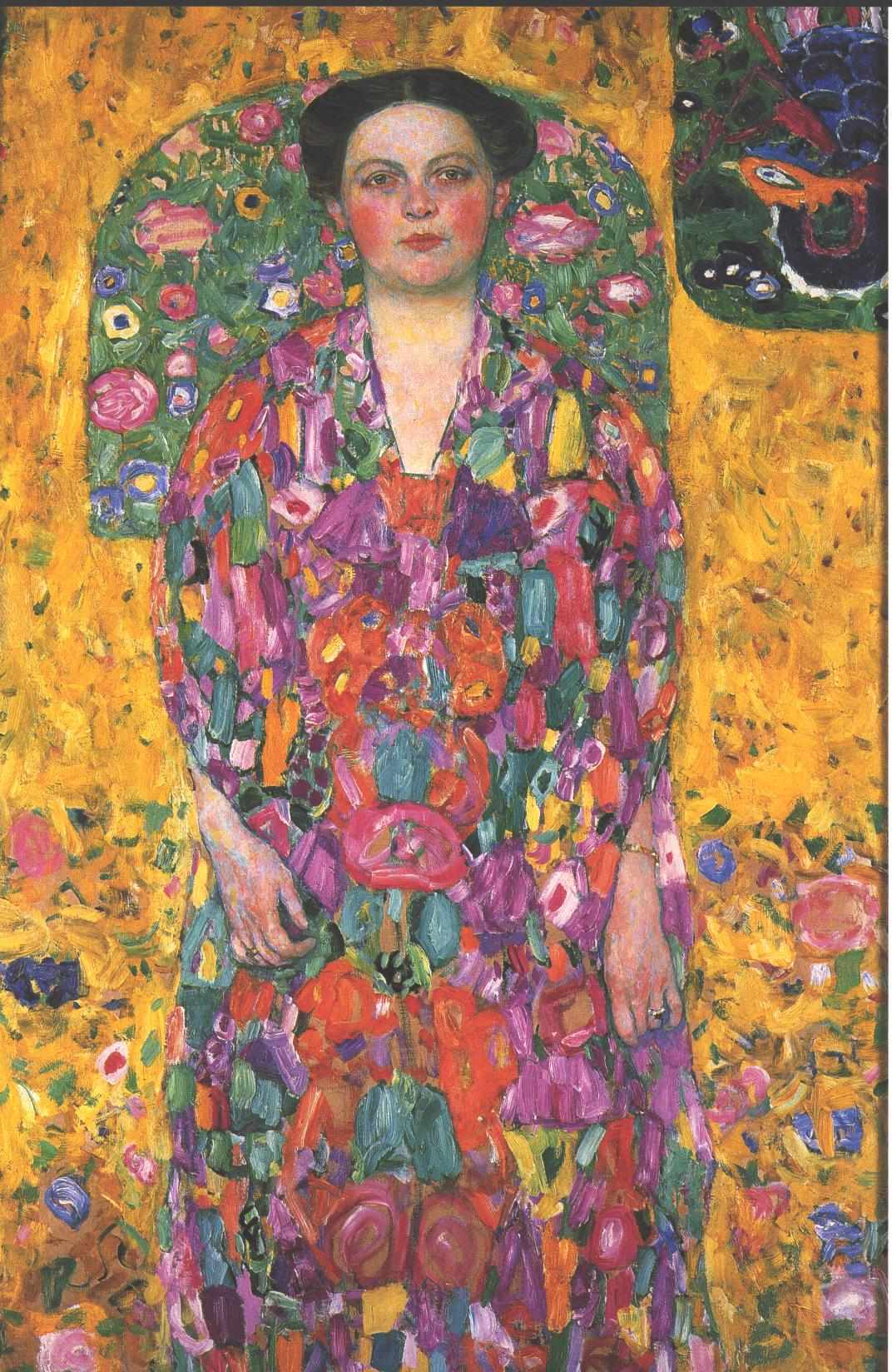
Porträt der Eugenie Primavesi von Gustav Klimt, im Toyota Municipal Museum of Art, Japan

Eugenie Franziska Primavesi, genannt Mäda, geb. Butschek (* 13. Juni 1874 in Neubau (Wien); † 31. Mai 1962 Landstraße (Wien)) war eine österreichische Schauspielerin und Kunstmäzenin.
Besonderen Einsatz hatte sie für die Wiener Werkstätte, welche ihr Mann Otto Primavesi (1868–1926) führte, den sie bei einem Auftritt in Olmütz kennengelernt und ihn 1894 geheiratet hatte. Nach Auffassungsunterschieden über die in finanzielle Schieflage geratene Wiener Werkstätte übertrug er ihr seine Anteile, trat am 25. Juni 1925 als Geschäftsführer zurück, und das Ehepaar trennte sich. Nach dem Freitod von Otto am 8. Februar 1926 wurde über das Unternehmen im Mai 1926 das Ausgleichsverfahren eröffnet.
Aus der Ehe von Otto und Eugenie Primavesi gingen vier Kinder hervor: Otto Clemens Moritz (1898–1985), Leocadie „Lola“ (1900–1982), Eugenia Gertrude Franziska „Mäda II“ (1903–2000) und Melitta „Litta“ (1908–?)
Gustav Klimt zeichnete 1912 und 1913 die Porträts von Eugenie Primavesi und der neunjährigen Tochter Gertrude Primavesi (1903–2000), genannt ebenfalls Mäda.

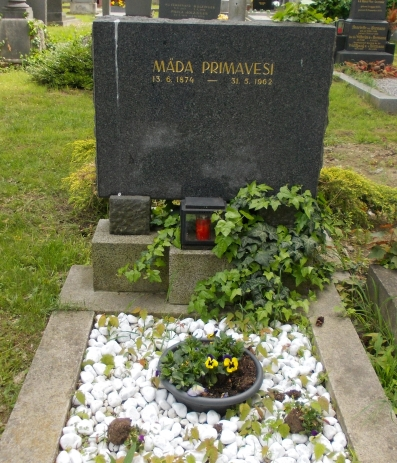
Grabstätte von Eugenie Primavesi

Ihre ehrenhalber gewidmete Grabstätte befindet sich auf dem Wiener Zentralfriedhof (Gr. 56A, R. 15, Nr. 27).